# آلسات
آلسات(بالفرنسية: AlSat)‏، القمر الصناعي الجزائري، هو برنامج الفضاء الجزائري واسع من التعاون الدولي أطلقته الحكومة الجزائرية منذ عام 2000 كبرنامج لتطوير الأبحاث الفضائية وإرسال كوكبة من الأقمار الصناعية، مصممة خصيصا للأبحاث العلمية ومراقبة الطقس ورصد واستشعار الزلازل والكوارث الطبيعية.

## آلسات 1
آلسات 1 (بالفرنسية: AlSat)‏، هو سويتل (ساتل صغير) وزنه 90 كلغ، وأبعاده 60×60×60سم، وهو أول ساتل جزائري يرسل إلى الفضاء ولقد تم تصميم وتشييد (SSTL) في مركز ساري الفضائي المملكة المتحدة، في إطار برنامج تعاوني مع المركز الوطني الجزائري للتقنيات الفضائية (CNTS).

## نبذة
آلسات 1 هو جزء من نطاق واسع من التعاون الدولي لإطلاق أول كوكبة من سواتل رصد الأرض، مصمم لرصد الكوارث. وقد عزز (AlSat) بكاميرات خصيصا لتصوير الأرض والتي توفر قدرة استبانة 32 مترا في ثلاث نطاقات طيفية (تحت الأحمر، أحمر، أخضر) مع تصوير يغطي رقعة واسعة للغاية تتعدى (600 km) على الأرض وهي التي تمكن من إعادة النظر في المنطقة نفسها وبقية أجزاء العالم على الأقل مرة كل 4 أيام.

## إنجازه
أتم فريق مشترك جزائري وبريطاني من مهندسي SSTL& CNTS بنجاح صناعة واختبار ما قبل التحليق للساتل خلال 15 شهرا والتي تضمنت تدريب على الدراية الفنية لأحد عشرة من المهندسين والعلماء الجزائريين في SSTL في انكلترا. وقد قام الفريق البريطاني بتركيب محطة تحكم أرضية في موقع (CNTS) في الجزائر، وقام المهندسون بعمليات الفحص النهائي هناك استعدادا لعملية الإطلاق.

## الإطلاق ودخول المدار
أطلق القمر آلسات1 يوم 28 نوفمبر 2002 من قاعدة (پلِستسك Plesetsk) روسيا وقد كلفت عملية الإرسال من المحطة الروسية 15 مليون دولار أمريكي. وفي منتصف عام 2003، وبعد التأكد من بلوغ الساتل الجزائري لمداره الفلكي الذي يبعد بـ 686 كلم عن الأرض، فقد كان من المزمع إطلاق 4 سويتلات أخرى في نفس المدار ضمن مشروع مراقبة الأرض وذلك لاستكمال تغطية كوكب الأرض بالصور يومياً. (SSTL) تبني هذه السويتلات بالتعاون مع نيجريا وتركيا والمملكة المتحدة.

## وصلات خارجية
- (بالفرنسية: الموقع الرسمي للوكالة الفضائية الجزائرية)‏